# Cristian Lema
Cristian Lema est un footballeur argentin né le 12 septembre 1990 à Puerto Madryn. Il évolue au poste de défenseur central au Benfica Lisbonne.

## Carrière en club
Né à Puerto Madryn, Lema commence sa carrière de footballeur à l’âge de 8 ans au Guillermo Brown, club de sa ville natale. Il débute avec l’équipe première en 2007 et quitte le club deux ans plus tard.
En 2010, il rejoint les Newell’s Old Boys et fait ses débuts en première division argentine au mois de novembre, lors d’un match nul et vierge à domicile face au Godoy Cruz. Il y dispute 12 matchs avant d’être prêté au Tigre en juin 2011, où il joue 11 matchs et marque un but,. En juillet 2012, à 22 ans, il est prêté au Quilmes, disputant 40 matchs et inscrivant 2 buts,. En 2014, il est transféré au Belgrano. Lors de ses quatre ans au club, il devient le défenseur avec le plus de buts marqués en championnat, soit 16 en 123 matchs. Il fait ses débuts en Copa Sudamericana en 2015.
Le 22 juin 2018, Lema signe un contrat de cinq ans avec le Benfica Lisbonne. En manque de temps de jeu, il est prêté le 7 février 2019 au club uruguayen du Peñarol.
En juillet 2019, il retourne au Newell's Old Boys, où il est prêté un an.

## Palmarès
Avec le Benfica Lisbonne :
- Champion du Portugal en 2019

Avec Peñarol :
- Torneo Apertura en 2019